# Эран (Кальвадос)
Эра́н (фр. Airan) — коммуна во Франции, находится в регионе Нижняя Нормандия. Департамент коммуны — Кальвадос. Входит в состав кантона Бургебюс. Округ коммуны — Кан.
Код INSEE коммуны — 14005.

## Население
Население коммуны на 2010 год составляло 686 человек.
| 1962 | 1968 | 1975 | 1982 | 1990 | 1999 | 2010 |
| ---- | ---- | ---- | ---- | ---- | ---- | ---- |
| 404  | 358  | 437  | 662  | 740  | 696  | 686  |

## Экономика
В 2010 году среди 463 человек трудоспособного возраста (15—64 лет) 337 были экономически активными, 126 — неактивными (показатель активности — 72,8 %, в 1999 году было 67,2 %). Из 337 активных жителей работали 291 человек (157 мужчин и 134 женщины), безработных было 46 (23 мужчины и 23 женщины). Среди 126 неактивных 33 человека были учениками или студентами, 60 — пенсионерами, 33 были неактивными по другим причинам.